# Странный образ жизни
«Странный образ жизни» (исп. Extraña forma de vida) — короткометражный фильм режиссёра Педро Альмодовара в жанре вестерн с Итаном Хоуком и Педро Паскалем в главных ролях. Его премьера состоялась в мае 2023 года на Каннском кинофестивале.

## Сюжет
Действие фильма происходит на американском Диком Западе. Главные герои — двое старых друзей, Джейк и Сильва, которые 25 лет назад вместе зарабатывали на жизнь в качестве охотников за головами и были любовниками. Теперь Джейк занимает пост шерифа в небольшом городке. Сильва приезжает к нему и напоминает о старой мечте — жить вдвоём на уединённом ранчо. Однако Джейк подозревает, что на самом деле цель Сильвы — спасти своего сына Джо, подозреваемого в убийстве. Сильва действительно находит Джо, даёт ему лошадь и деньги на дорогу в Мексику, но в этот момент появляется Джейк. Завязывается перестрелка, Сильва ранит друга и оказывает ему первую помощь. В финале друзья сидят вдвоём и вспоминают молодость.

## В ролях
- Итан Хоук — Джейк
- Педро Паскаль — Сильва
- Ману Риос
- Педро Касабланк
- Джордж Стин
- Сара Саламо — Кончита
- Ойхана Куэто — Каликста
- Даниела Медина — Патрисия

## Создание и оценки
Проект был анонсирован в июне 2022 года. Съёмки начались в августе 2022 года в Испании, в районе города Альмерия (там же, где снимался культовый спагетти-вестерн «Хороший, плохой, злой»). Главные роли в картине получили Итан Хоук и Педро Паскаль. Известно, что название фильма связано с песней португальской певицы Амалии Родригеш Estranha Forma de Vida.
Премьера картины состоялась в мае 2023 года на Каннском кинофестивале. Позже «Странный образ жизни» показали на кинофестивалях в Лиме и в Торонто. 26 мая того же года он вышел в прокат в Испании, 6 октября — в США.
На сайте-агрегаторе отзывов Rotten Tomatoes фильм получил рейтинг 77 % при средней оценке 7,1 из 10. Питер Брэдшоу из The Guardian оценил его на четыре звезды и описал как «странный вестерн», добавив, что в основе сюжета всё же лежит «очень надёжное и старомодное повествование». Пит Хэммонд из Deadline Hollywood похвалил игру Хоука и Паскаля, Дэвид Фир из Rolling Stone назвал «Странный образ жизни» «провокационным фильмом», раскрывающим лучшее в обоих центральных персонажах. Питер Дебрюж (Variety) написал негативную рецензию, в которой назвал картину «рекламой модной одежды» для Ива Сен-Лорана.